# Strassburger Filter
Strassburger Filter ist ein mittelständisches Unternehmen im rheinhessischen Westhofen. Das Unternehmen verfügt mit seinen maßgeschneiderten Filtrationslösungen über eine marktbeherrschende Stellung weltweit, und gilt als Hidden Champion.

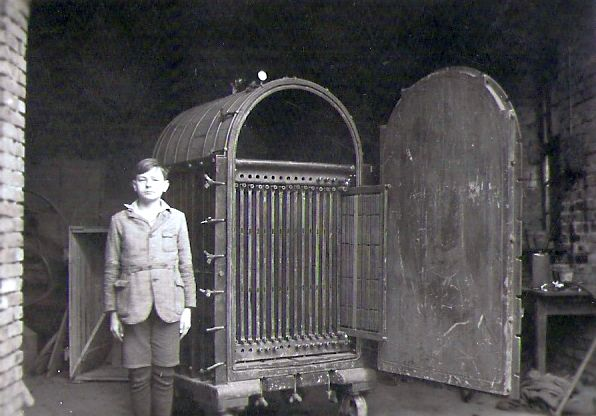
Riesenfilter aus den Gründungsjahren

## Geschichte
Das Unternehmen wurde 1919 von Herrmann Strassburger in Ingelheim zur Herstellung von Geräten zur Filtration von Wein gegründet. Schnell kamen die zunächst noch aus Holz hergestellten Filterapparaturen aber auch in der Fruchtsaft- und Essigindustrie zum Einsatz. Die Produktpalette umfasste zunächst die Fertigung von Holz- über Masse- bis zu Anschwemmfiltern in bis zu mannshoher Größe (Riesenfilter). Schon damals verzeichnete der Betrieb beachtliche Exportanteile, insbesondere von Riesenfiltern in die Vereinigten Staaten.
Während des Zweiten Weltkriegs verlegte das Unternehmen seine Produktionsstätte nach Hungen in Oberhessen. Nach dem Krieg erwies sich dieser Standort branchenbedingt allerdings als ungünstig, daher zog das Unternehmen 1953 nach Westhofen bei Worms um.

## Gegenwart

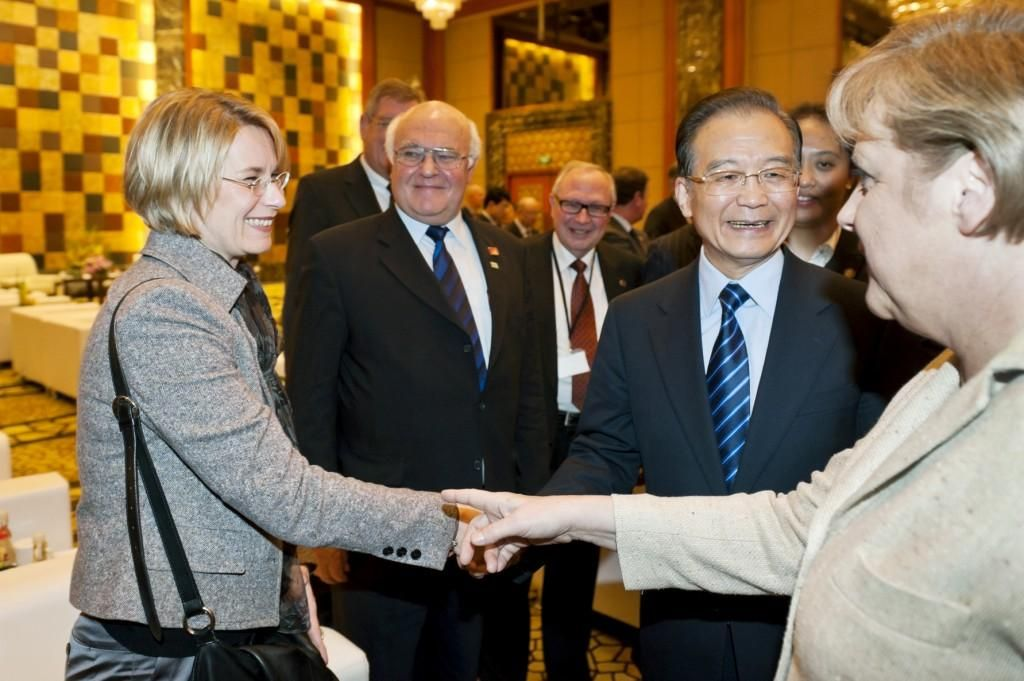
Frau Schnitzler mit Wen Jiabao und Angela Merkel 2012

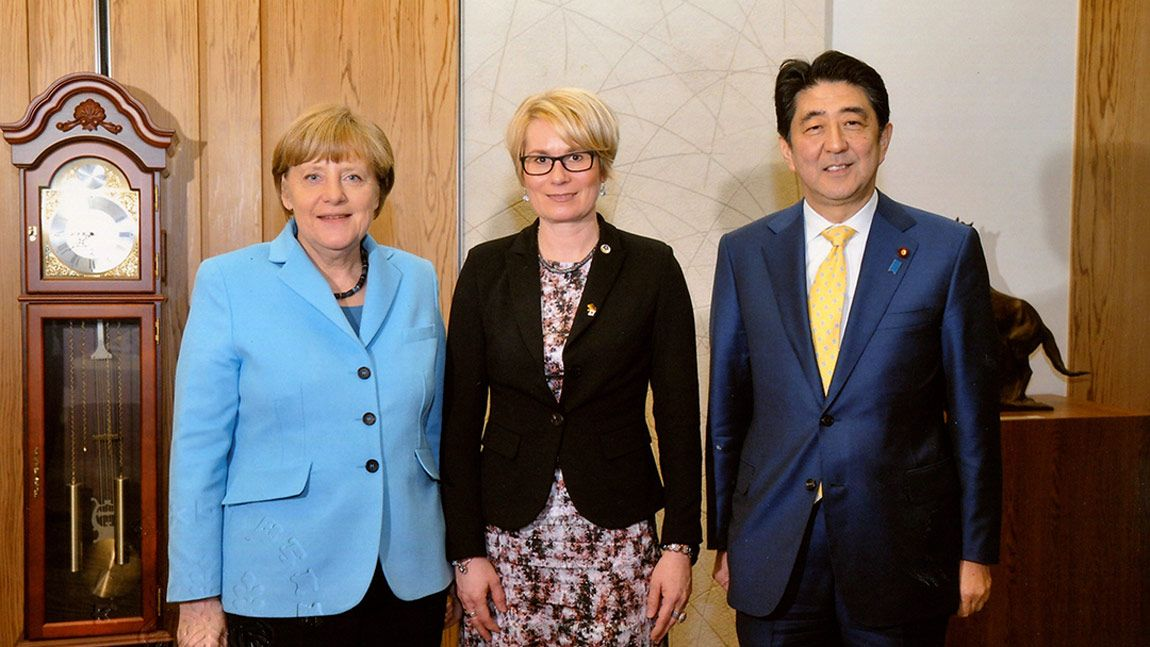
Frau Schnitzler mit Shinzō Abe und Angela Merkel 2015

Dank zahlreicher Patente auf dem Gebiet der Filtrationstechnik konnte das Unternehmen Strassburger Filter Kunden in der Getränke-, Nahrungs-, Pharma- und Chemieindustrie gewinnen sowie auch auf dem Gebiet der Abwasserwirtschaft.
Im Gegensatz zu den Anfangsjahren werden in jüngerer Zeit nur noch rostfreier Stahl, Glas und Kunststoffe zur Herstellung der Geräte verwendet. Die Palette reicht von Filtrationssystemen für die Chemie- bis zur Pharmabranche und automatisch arbeitenden Kammerfilterpressen zur Filtration von Weinen. In der Medizintechnik wurde ein Filtrationssystem zur Fraktionierung von Blutplasma entwickelt und patentiert.
In der vierten Generation führt Julia Schnitzler den Familienbetrieb, die besonders die Expansion nach Fernost fördert. Mit Wirtschaftsdelegationen reiste sie 2012 und 2015 nach China, Japan, Südkorea und in die Mongolei, 2012 gründete sie eine Vertretung in Shanghai.